# Parenty
Parenty est une commune française située dans le département du Pas-de-Calais en région Hauts-de-France. Ses habitants sont appelés les Parentois. La commune est membre de la communauté de communes du Haut Pays du Montreuillois.

## Géographie

### Localisation
Localisée dans l'ouest du département du Pas-de-Calais, Parenty est une commune rurale de la vallée de la Course située, à vol d'oiseau, à 17 km au nord de la commune de Montreuil-sur-Mer (chef-lieu d'arrondissement) et à 20 km au sud-est de la commune de Boulogne-sur-Mer (aire d'attraction).
Le territoire de la commune est limitrophe de ceux de cinq communes.
Les communes limitrophes sont Doudeauville, Beussent, Bezinghem, Hubersent et Lacres.

### Géologie et relief
La superficie de la commune est de 12,92 km2 ; son altitude varie de 50  à   194 m.

### Hydrographie
Le territoire de la commune est situé dans le bassin Artois-Picardie.
La commune est traversée par quatre cours d'eau :
- la Course, d'une longueur de 24,72 km, affluent droit du fleuve côtier la Canche. La Course prend sa source dans la commune de Doudeauville et se jette dans La Canche au niveau de la commune d'Attin[4] ;
- la Carnoise, d'une longueur de 2,55 km, qui prend sa source dans la commune de Bezinghem et se jette dans la Course, également à Bezinghem[5] ;

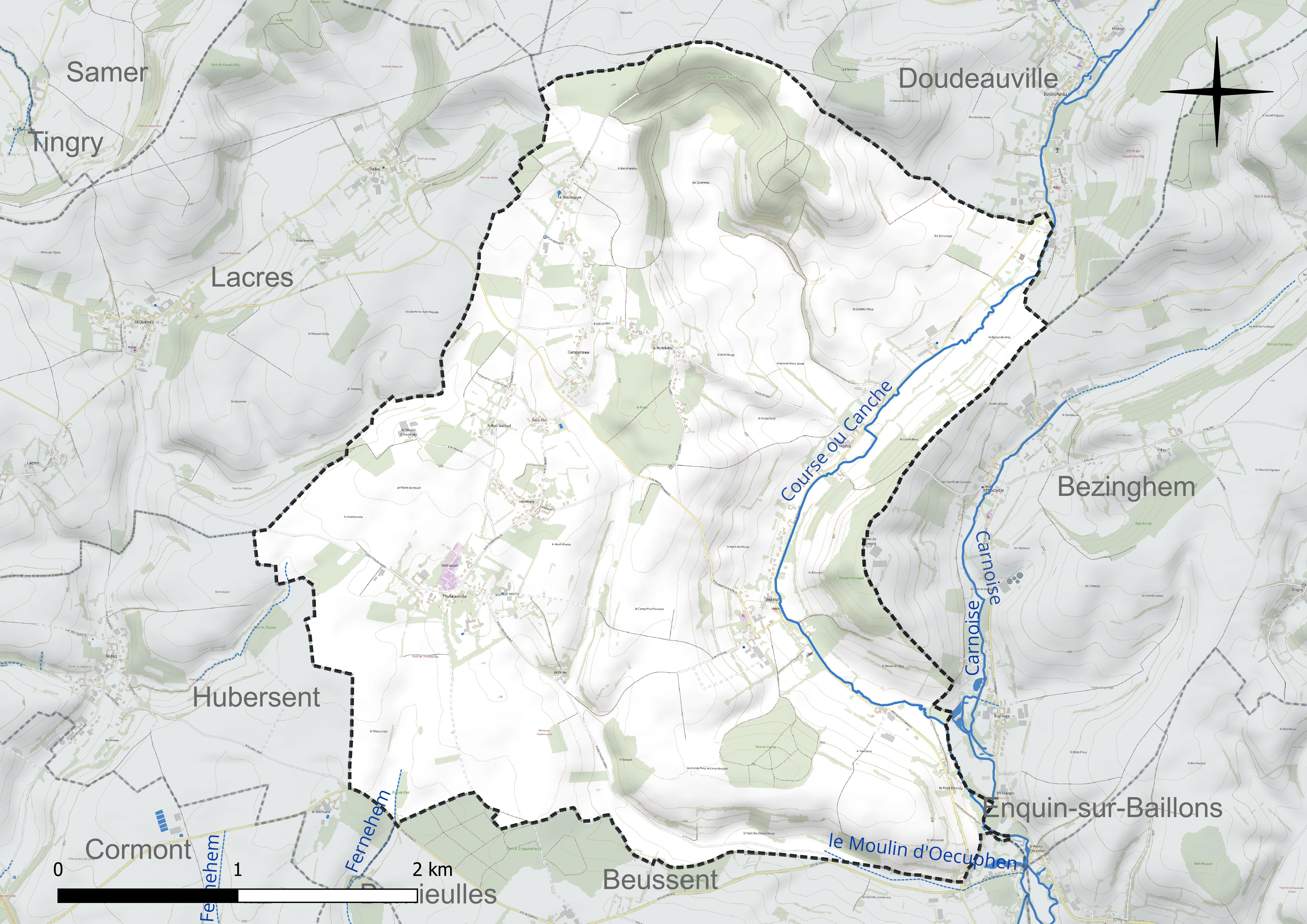
Réseau hydrographique de Parenty.

- le Fernehem, d'une longueur de 1,31 km[6] ;
- le le Moulin d'Oecuphen, d'une longueur de 1,16 km[7].

### Climat
Pour des articles plus généraux, voir Climat des Hauts-de-France et Climat du Nord-Pas-de-Calais.
En 2010, le climat de la commune est de type climat océanique franc, selon une étude du Centre national de la recherche scientifique (CNRS) s'appuyant sur une série de données couvrant la période 1971-2000. En 2020, Météo-France publie une typologie des climats de la France métropolitaine dans laquelle la commune est exposée à un climat océanique et est dans la région climatique Côtes de la Manche orientale, caractérisée par un faible ensoleillement (1 550 h/an) ; forte humidité de l’air (plus de 20 h/jour avec humidité relative > 80 % en hiver), vents forts fréquents.
Pour la période 1971-2000, la température annuelle moyenne est de 10,3 °C, avec une amplitude thermique annuelle de 12,7 °C. Le cumul annuel moyen de précipitations est de 841 mm, avec 13,2 jours de précipitations en janvier et 8,5 jours en juillet. Pour la période 1991-2020, la température moyenne annuelle observée sur la station météorologique la plus proche, située sur la commune du Touquet-Paris-Plage à 17 km à vol d'oiseau, est de 11,2 °C et le cumul annuel moyen de précipitations est de 888,8 mm,. Pour l'avenir, les paramètres climatiques de la commune estimés pour 2050 selon différents scénarios d'émission de gaz à effet de serre sont consultables sur un site dédié publié par Météo-France en novembre 2022.

### Paysages
Pour un article plus général, voir Paysage en France.
La commune est située dans le « paysage montreuillois » tel que défini dans l’atlas des paysages de la région Nord-Pas-de-Calais, conçu par la direction régionale de l'Environnement, de l'Aménagement et du Logement (DREAL),. Ce paysage, qui concerne 98 communes, se délimite : à l’Ouest par des falaises qui, avec le recul de la mer, ont donné naissance aux bas-champs ourlées de dunes ; au Nord par la boutonnière du Boulonnais ; au sud par le vaste plateau formé par la vallée de l’Authie, et à l’Est par les paysages du Ternois et de Haut-Artois. Ce paysage régional, avec, dans son axe central, la vallée de la Canche et ses nombreux affluents comme la Course, la Créquoise, la Planquette…, offre une alternance de vallées et de plateaux, appelée « ondulations montreuilloises ». Dans ce paysage, et plus particulièrement sur les plateaux, on cultive la betterave sucrière, le blé et le maïs, et les plateaux entre la Ternoise et la Créquoise sont couverts de vastes massifs forestiers comme la forêt d'Hesdin, les bois de Fressin, Sains-lès-Fressin, Créquy….

### Milieux naturels et biodiversité

#### Zones naturelles d'intérêt écologique, faunistique et floristique
L’inventaire des zones naturelles d'intérêt écologique, faunistique et floristique (ZNIEFF) a pour objectif de réaliser une couverture des zones les plus intéressantes sur le plan écologique, essentiellement dans la perspective d’améliorer la connaissance du patrimoine naturel national et de fournir aux différents décideurs un outil d’aide à la prise en compte de l’environnement dans l’aménagement du territoire.
Le territoire communal comprend deux ZNIEFF de type 1 :
- la vallée de la Course à l'aval d'Enquin-sous-Baillon. Le périmètre de la ZNIEFF présente un réseau hydrographique complexe associant plusieurs cours d’eau (Course, Bimoise, Baillons, rivière des Fontaines…) et de nombreuses sources, ainsi que des plans d’eau d’origine artificielle (ballastières, cressonnières, piscicultures, mares de chasse)[16] ;
- le coteau et bois du Mont-Culé. Cette ZNIEFF située sur la rive droite de la Course est constituée du vallon du Mont-Culé coiffé, à son sommet, d'un bois. L'altitude varie de 82  à   197 mètres, proche de l’altitude maximale du département[17].

Et une ZNIEFF de type 2 : la vallée de la Course. Elle se situe dans le pays de Montreuil et plus précisément dans l’entité paysagère des ondulations montreuilloises.

Carte des ZNIEFF de type 1 et 2 sur la commune
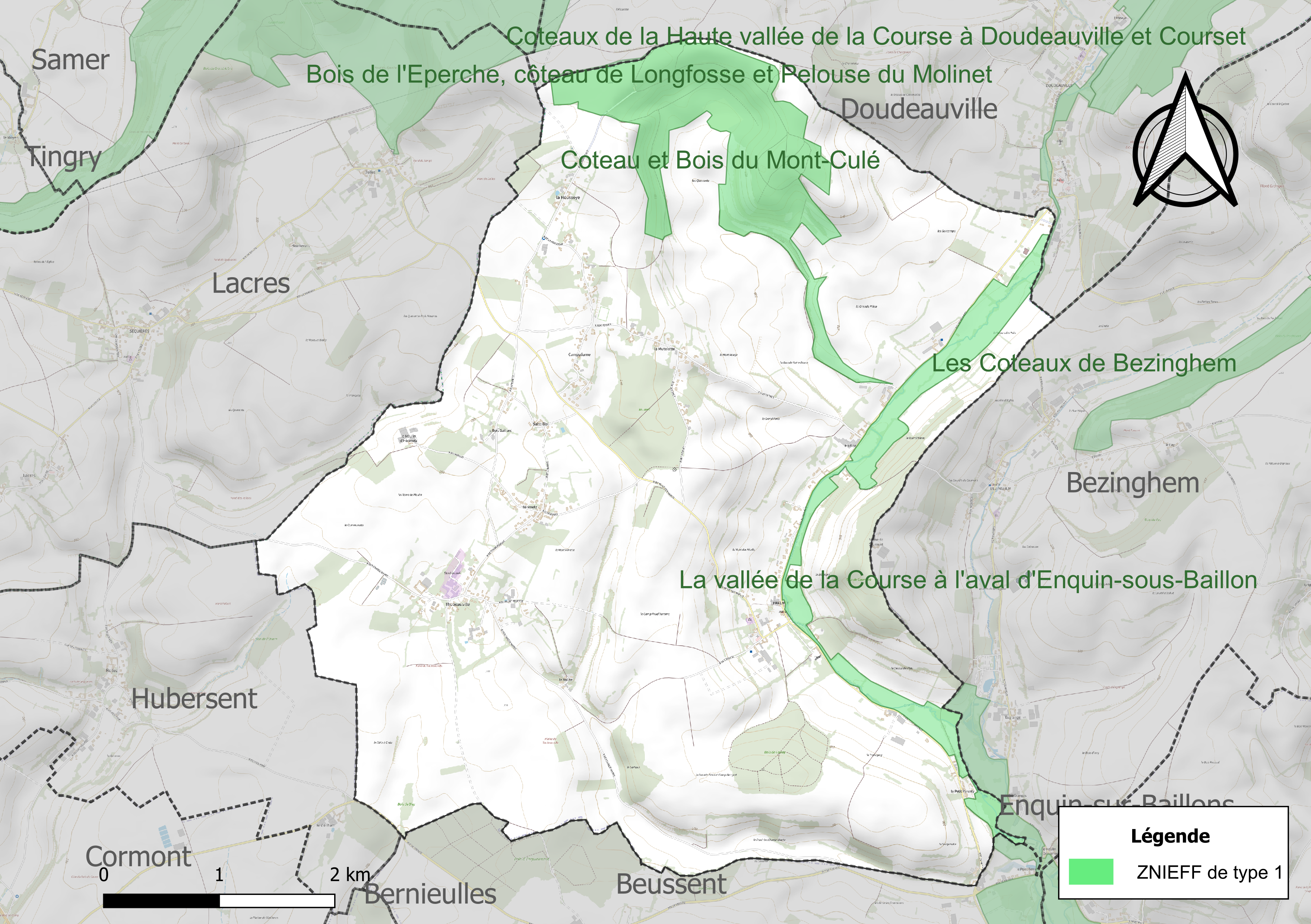
Carte des ZNIEFF de type 1 sur la commune.
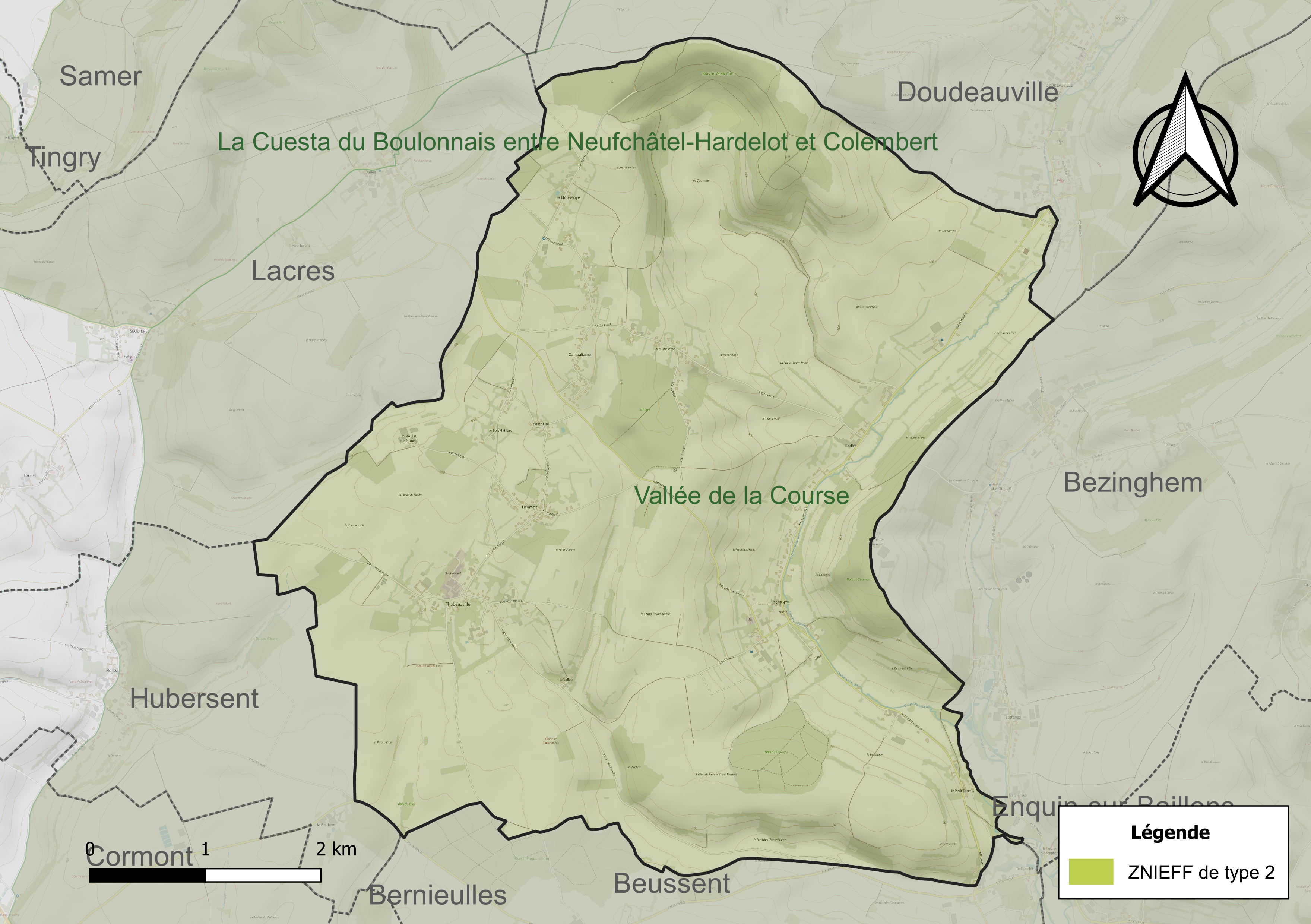
Carte de la ZNIEFF de type 2 sur la commune.

#### Espèces faunistiques et floristiques
L’Inventaire national du patrimoine naturel (INPN) recense plusieurs espèces faunistiques et floristiques sur le territoire de la commune dont certaines sont protégées et d’autres menacées et quasi-menacées.

## Urbanisme

### Typologie
Au 1er janvier 2024, Parenty est catégorisée commune rurale à habitat dispersé, selon la nouvelle grille communale de densité à sept niveaux définie par l'Insee en 2022.
Elle est située hors unité urbaine. Par ailleurs la commune fait partie de l'aire d'attraction de Boulogne-sur-Mer, dont elle est une commune de la couronne,. Cette aire, qui regroupe 80 communes, est catégorisée dans les aires de 50 000 à moins de 200 000 habitants,.

### Occupation des sols
L'occupation des sols de la commune, telle qu'elle ressort de la base de données européenne d’occupation biophysique des sols Corine Land Cover (CLC), est marquée par l'importance des territoires agricoles (90,2 % en 2018), une proportion sensiblement équivalente à celle de 1990 (90,6 %). La répartition détaillée en 2018 est la suivante :
terres arables (50,2 %), prairies (40 %), forêts (9,6 %), zones urbanisées (0,1 %). L'évolution de l’occupation des sols de la commune et de ses infrastructures peut être observée sur les différentes représentations cartographiques du territoire : la carte de Cassini (XVIIIe siècle), la carte d'état-major (1820-1866) et les cartes ou photos aériennes de l'IGN pour la période actuelle (1950 à aujourd'hui).

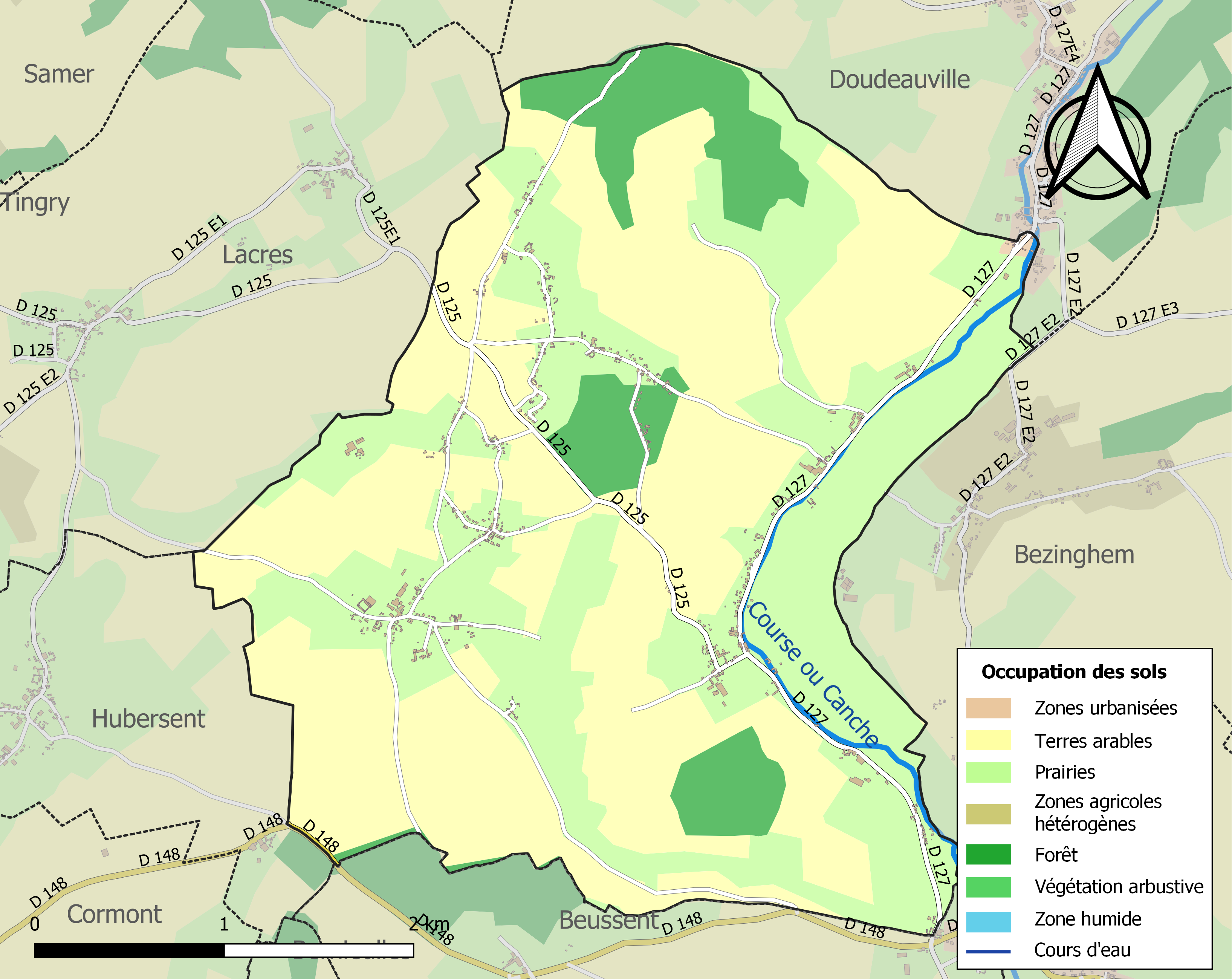
Carte des infrastructures et de l'occupation des sols de la commune en 2018 (CLC).

### Risques naturels et technologiques
La commune est reconnue en état de catastrophe naturelle à la suite des inondations et coulées de boue du 29 octobre 2012.
À la suite du passage des tempêtes Ciarán, Domingos et Elisa et des inondations et coulées de boue qui se sont produites, la commune est reconnue, par arrêté du 14 novembre 2023, en état de catastrophe naturelle pour inondations et coulées de boue sur la période du 2 au 12 novembre 2023, comme 179 autres communes du département.

## Toponymie
Le nom de la localité est attesté sous les formes Parenti en 1190 et Parenty en 1482 ; Parenty en 1793 et depuis 1801.
Le nom de Parenty pourrait tenir son origine de l'anthroponyme latin Parentius, suivi du suffixe gallo-roman -i-acum, « domaine (de) » : le « domaine de Parentius ».

## Histoire
En 1142, Godefroy de Parenty (ou Godefridus de Parenti), premier seigneur connu du nom, est cité dans le cartulaire de l'abbaye Saint-Josse de Dommartin.
Les Parenty font partie des sept familles nobles du Boulonnais qui se sont croisées. On trouve la croix du croisé (croix grecque) gravée dans la pierre des façades de certains manoirs construits au XIe siècle, et appartenant à l'une ou plusieurs de ces sept familles dont les Parenty (voir la ferme Saint-Jean à Audresselles)
Sous Louis XVI, en 1785, Marie-Gaspard-François-Gédéon Le Vasseur est seigneur du lieu. Les Bavre puis les Leroy de Méricourt et les Du Blaisel lui succèderont.
Outre la seigneurie de Parenty, le village comptait d'autres fiefs donnant le titre de seigneur à leur détenteur, comme Hodicq, hameau de Parenty, détenu au moment de la Révolution française par Jacques-Alexandre-Antoine-François de Courteville d'Hodicq, futur député de la noblesse du bailliage de Montreuil-sur-Mer aux États généraux de 1789.

## Politique et administration

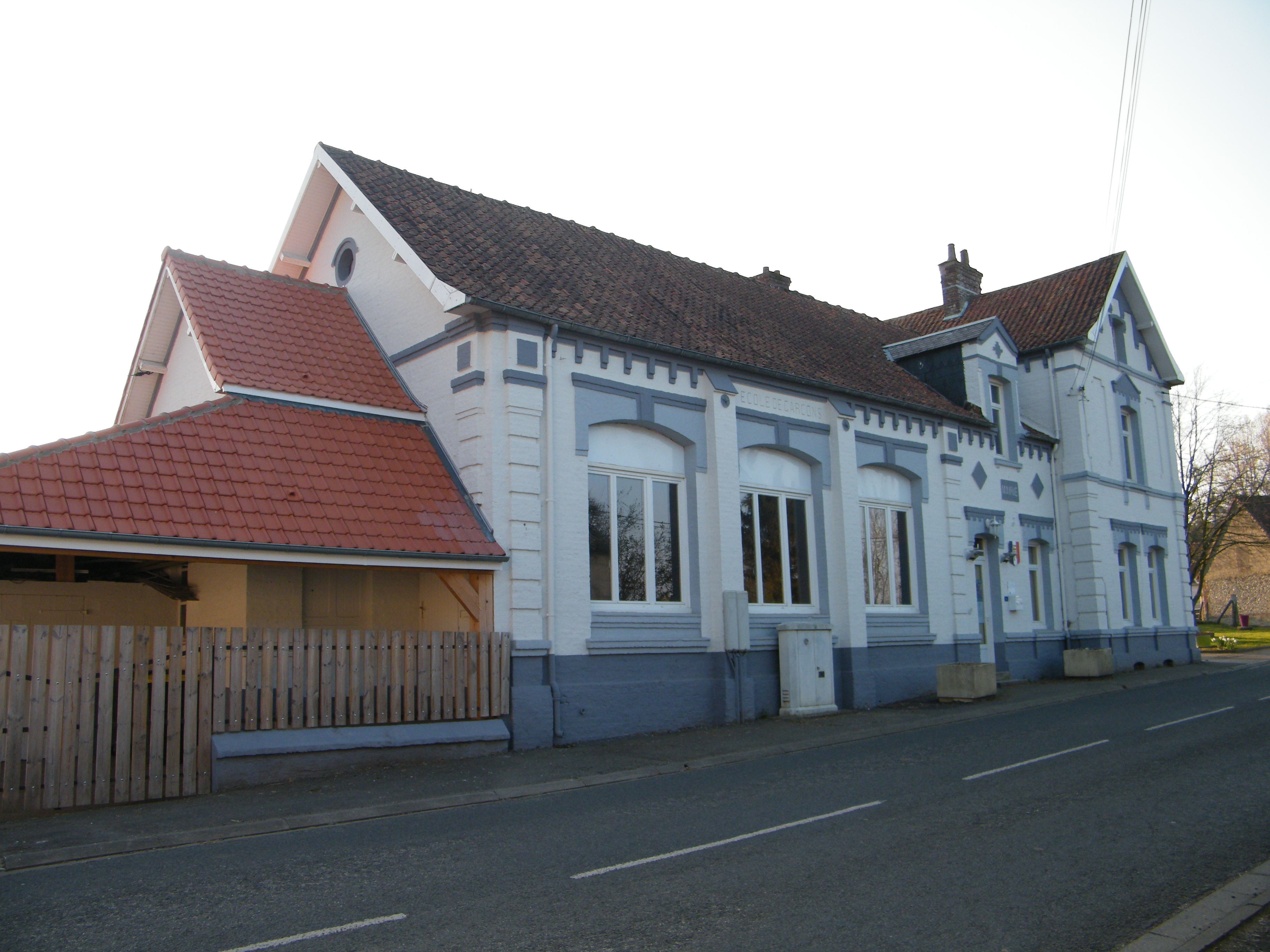
La mairie-école.

### Découpage territorial
La commune se trouve dans l'arrondissement de Montreuil du département du Pas-de-Calais.

#### Commune et intercommunalités
La commune est membre de la communauté de communes du Haut Pays du Montreuillois qui regroupe 49 communes et totalise 15 703 habitants en 2021.

#### Circonscriptions administratives
La commune est rattachée au canton de Lumbres.

#### Circonscriptions électorales
Pour l'élection des députés, la commune fait partie de la quatrième circonscription du Pas-de-Calais.

### Élections municipales et communautaires

#### Liste des maires
| Période                                  | Période                      | Identité        | Étiquette | Qualité                                        |
| ---------------------------------------- | ---------------------------- | --------------- | --------- | ---------------------------------------------- |
| Les données manquantes sont à compléter. |                              |                 |           |                                                |
| 1983                                     | mars 2001                    | Serge Depraiter |           |                                                |
| mars 2001                                | mars 2008                    | Daniel Maillard |           |                                                |
| mars 2008                                | mars 2020                    | Thierry Lance   |           |                                                |
| mars 2020                                | En cours (au 7 juillet 2021) | Serge Depraiter |           | Chef d'entreprise Élu pour le mandat 2020-2026 |

## Équipements et services publics

### Enseignement
La commune est située dans l'académie de Lille et dépend, pour les vacances scolaires, de la zone B.
Elle administre une école primaire en regroupement pédagogique intercommunal (RPI 71).

## Population et société

### Démographie
Les habitants sont appelés les Parentois.

#### Évolution démographique
L'évolution du nombre d'habitants est connue à travers les recensements de la population effectués dans la commune depuis 1793. Pour les communes de moins de 10 000 habitants, une enquête de recensement portant sur toute la population est réalisée tous les cinq ans, les populations de référence des années intermédiaires étant quant à elles estimées par interpolation ou extrapolation. Pour la commune, le premier recensement exhaustif entrant dans le cadre du nouveau dispositif a été réalisé en 2006.

En 2022, la commune comptait 551 habitants, en évolution de +4,75 % par rapport à 2016 (Pas-de-Calais : −0,72 %, France hors Mayotte : +2,11 %).
| 1793 | 1800 | 1806 | 1821 | 1831 | 1836 | 1841 | 1846 | 1851 |
| ---- | ---- | ---- | ---- | ---- | ---- | ---- | ---- | ---- |
| 613  | 630  | 483  | 737  | 735  | 760  | 765  | 747  | 757  |

| 1856 | 1861 | 1866 | 1872 | 1876 | 1881 | 1886 | 1891 | 1896 |
| ---- | ---- | ---- | ---- | ---- | ---- | ---- | ---- | ---- |
| 708  | 686  | 686  | 642  | 667  | 634  | 620  | 588  | 607  |

| 1901 | 1906 | 1911 | 1921 | 1926 | 1931 | 1936 | 1946 | 1954 |
| ---- | ---- | ---- | ---- | ---- | ---- | ---- | ---- | ---- |
| 630  | 630  | 572  | 554  | 533  | 504  | 543  | 473  | 443  |

| 1962 | 1968 | 1975 | 1982 | 1990 | 1999 | 2006 | 2011 | 2016 |
| ---- | ---- | ---- | ---- | ---- | ---- | ---- | ---- | ---- |
| 434  | 406  | 378  | 369  | 349  | 396  | 404  | 517  | 526  |

| 2021 | 2022 | - | - | - | - | - | - | - |
| ---- | ---- | - | - | - | - | - | - | - |
| 537  | 551  | - | - | - | - | - | - | - |

#### Pyramide des âges
En 2018, le taux de personnes d'un âge inférieur à 30 ans s'élève à 34,5 %, soit en dessous de la moyenne départementale (36,7 %). De même, le taux de personnes d'âge supérieur à 60 ans est de 21,7 % la même année, alors qu'il est de 24,9 % au niveau départemental.
En 2018, la commune comptait 261 hommes pour 255 femmes, soit un taux de 50,58 % d'hommes, largement supérieur au taux départemental (48,50 %).
Les pyramides des âges de la commune et du département s'établissent comme suit.
| Hommes | Classe d’âge | Femmes |
| ------ | ------------ | ------ |
| 0,8    | 90 ou +      | 0,8    |
| 6,0    | 75-89 ans    | 11,5   |
| 11,4   | 60-74 ans    | 13,0   |
| 20,2   | 45-59 ans    | 20,9   |
| 24,1   | 30-44 ans    | 22,5   |
| 15,8   | 15-29 ans    | 11,0   |
| 21,8   | 0-14 ans     | 20,4   |

| Hommes | Classe d’âge | Femmes |
| ------ | ------------ | ------ |
| 0,5    | 90 ou +      | 1,6    |
| 5,6    | 75-89 ans    | 8,9    |
| 16,7   | 60-74 ans    | 18,1   |
| 20,2   | 45-59 ans    | 19,2   |
| 18,9   | 30-44 ans    | 18,1   |
| 18,2   | 15-29 ans    | 16,2   |
| 19,9   | 0-14 ans     | 17,9   |

### Manifestations culturelles et festivités
La commune participe à la manifestation « Les étincelles de la vallée de la Course », qui se déroule chaque année à la mi-août dans quinze villages de la vallée et où les visiteurs découvrent les illuminations et les animations de la vallée,.

### Sports et loisirs
Depuis 2010, les comités des fêtes de Parenty et Bezinghem, avec le soutien de l’AC Outreau, organisent le Trail de la vallée de la Course à travers bois, champs, prés et cours de fermes un dimanche de mars ou d'avril. Cette épreuve a réuni, en 2022, 415 coureurs et 50 marcheurs sur différentes épreuves comme le 30 km, le 15 km, la randonnée pédestre et la marche nordique.

## Culture locale et patrimoine

### Lieux et monuments

#### Site classé
Un site classé ou inscrit est un espace (naturel, artistique, historique…) profitant d'une conservation en l'état (entretien, restauration, mise en valeur...) ainsi que d'une préservation de toutes atteintes graves (destruction, altération, banalisation...) en raison de son caractère remarquable au plan paysager. Un tel site justifie un suivi qualitatif, notamment effectué via une autorisation préalable pour tous travaux susceptibles de modifier l'état ou l'apparence du territoire protégé.
Dans ce cadre, la commune présente un site classé par arrêté du 26 juillet 1965 : l'ensemble formé sur la commune par le château et ses abords.

#### Monuments historiques
- Le château du Blaisel, bâti en 1785 sur trois étages, avec un avant-corps en saillie. Les façades et toitures du château et, en totalité les murs de clôture, les grilles et le portail d'entrée, le sol de la cour d'entrée, le parc avec son mur de clôture en silex fontt l’objet d’une inscription au titre des monuments historiques depuis le 2 mai 2016[39],[24].
- La motte féodale inscrite au titre des monuments historiques depuis le 11 décembre 1978[40].

La butte aurait été fouillée par la Société des Antiquaires du Boulonnais. Le site est décrit « Traces de fortifications antiques, dont une butte ronde avec fossés, qui semble avoir correspondu par souterrain avec l'ancien château de Thubeauville. L'existence de ce souterrain s'est manifestée […] par un éboulement, qui malheureusement fut comblé sans exploration. ».

#### Autres lieux et monuments
- L'église Saint-Wulmer remonte au début du XVIe siècle pour le chœur. Un soubassement en damier de silex supporte un mur en blocs de craie blanche. La date de 1642 figure sur la voûte avec les armes de Jehan de Blosset. Entre le chœur et la nef, la tour du clocher remonte à 1614. Catherine, la cloche, date de 1753. Un curieux blason au-dessus de la porte d'entrée semble porter des caractères arabes[24].
- Les cinq vieux manoirs dont celui du Petit Parenty, daté de 1586[24].
- La chapelle Saint-Éloi, reconstruite sur un site très ancien[24].

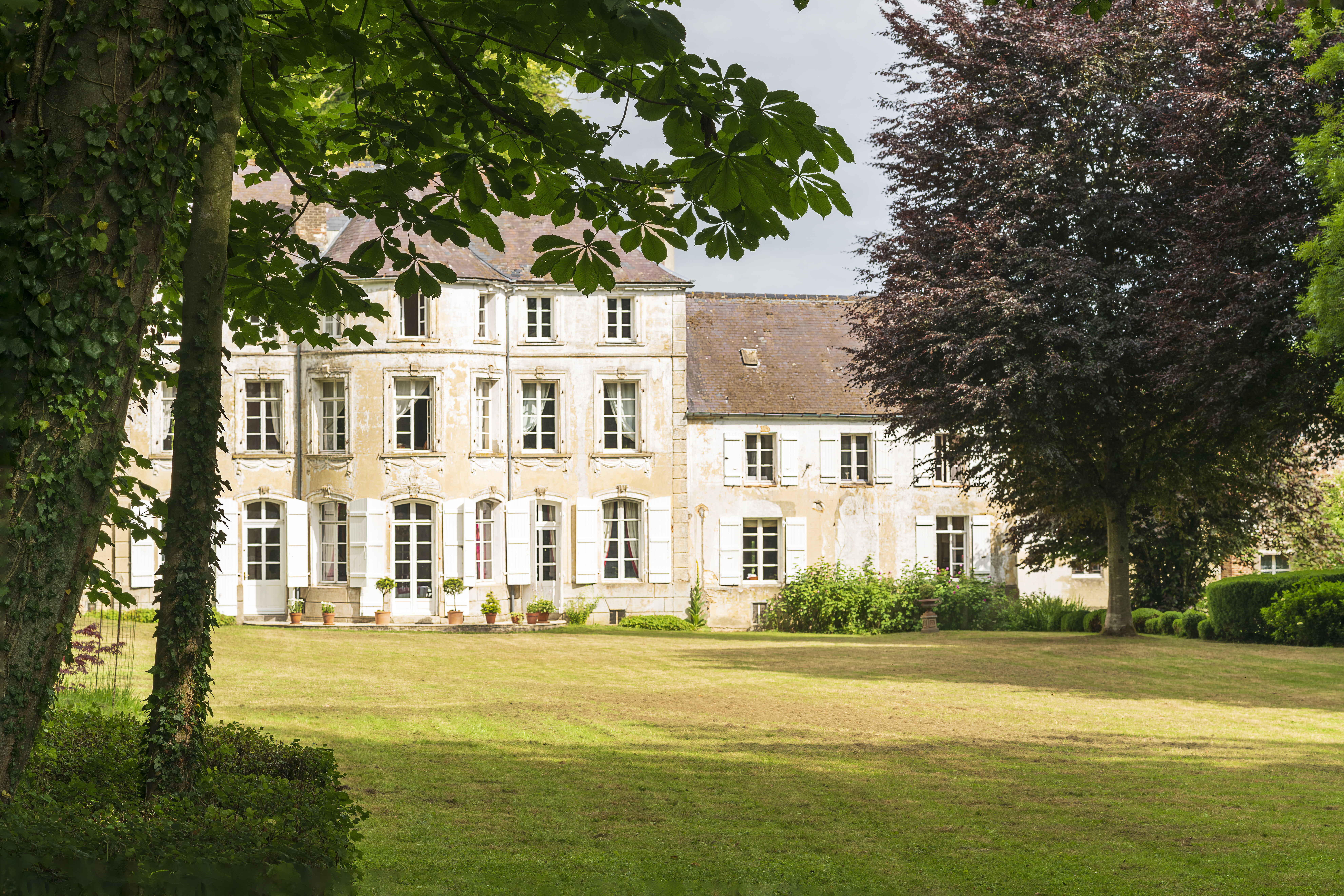
Le château du Blaisel vu de son parc.
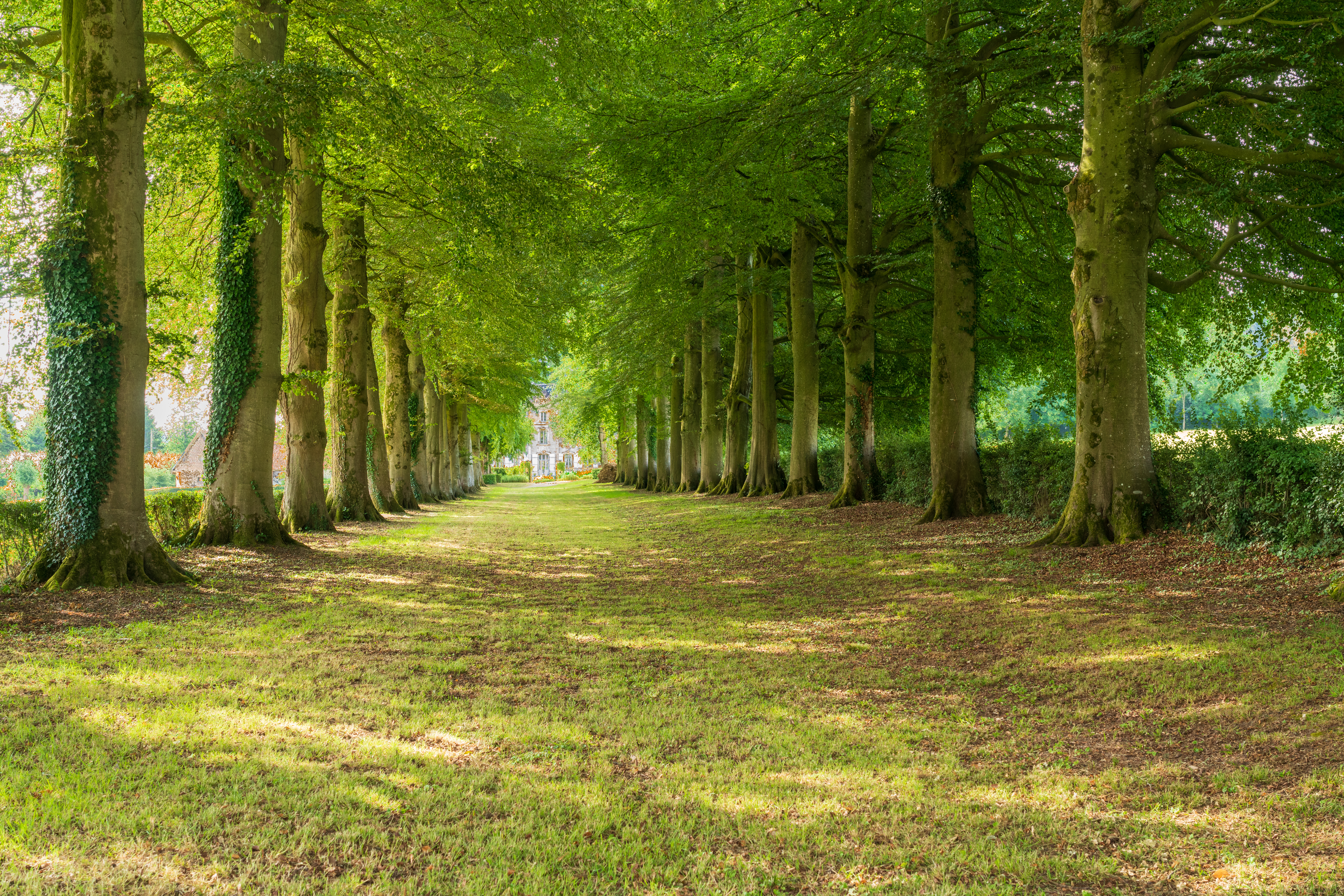
L'allée de hêtres remarquables bordant l'entrée du château du Blaisel.
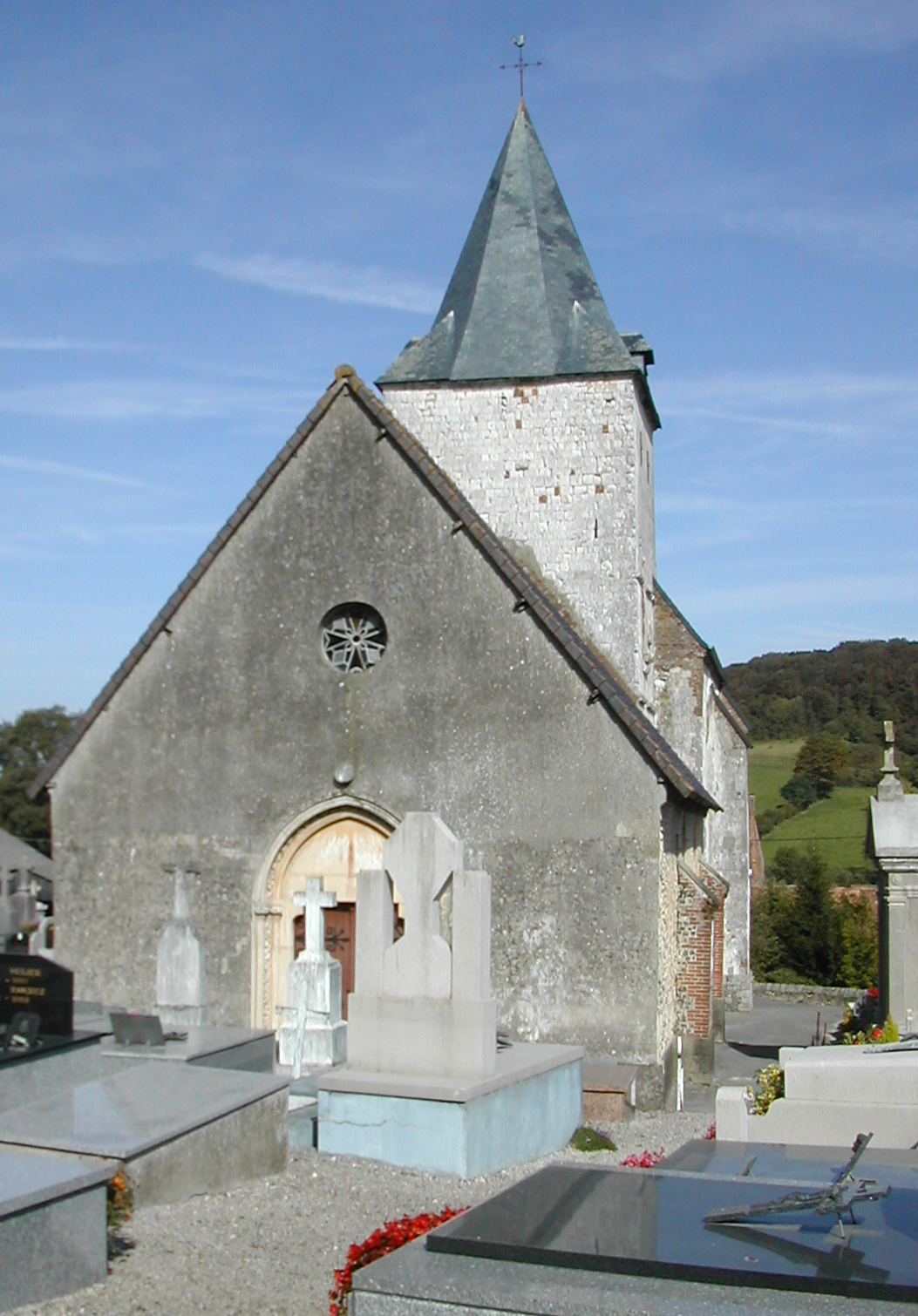
L'église Saint-Wulmer.
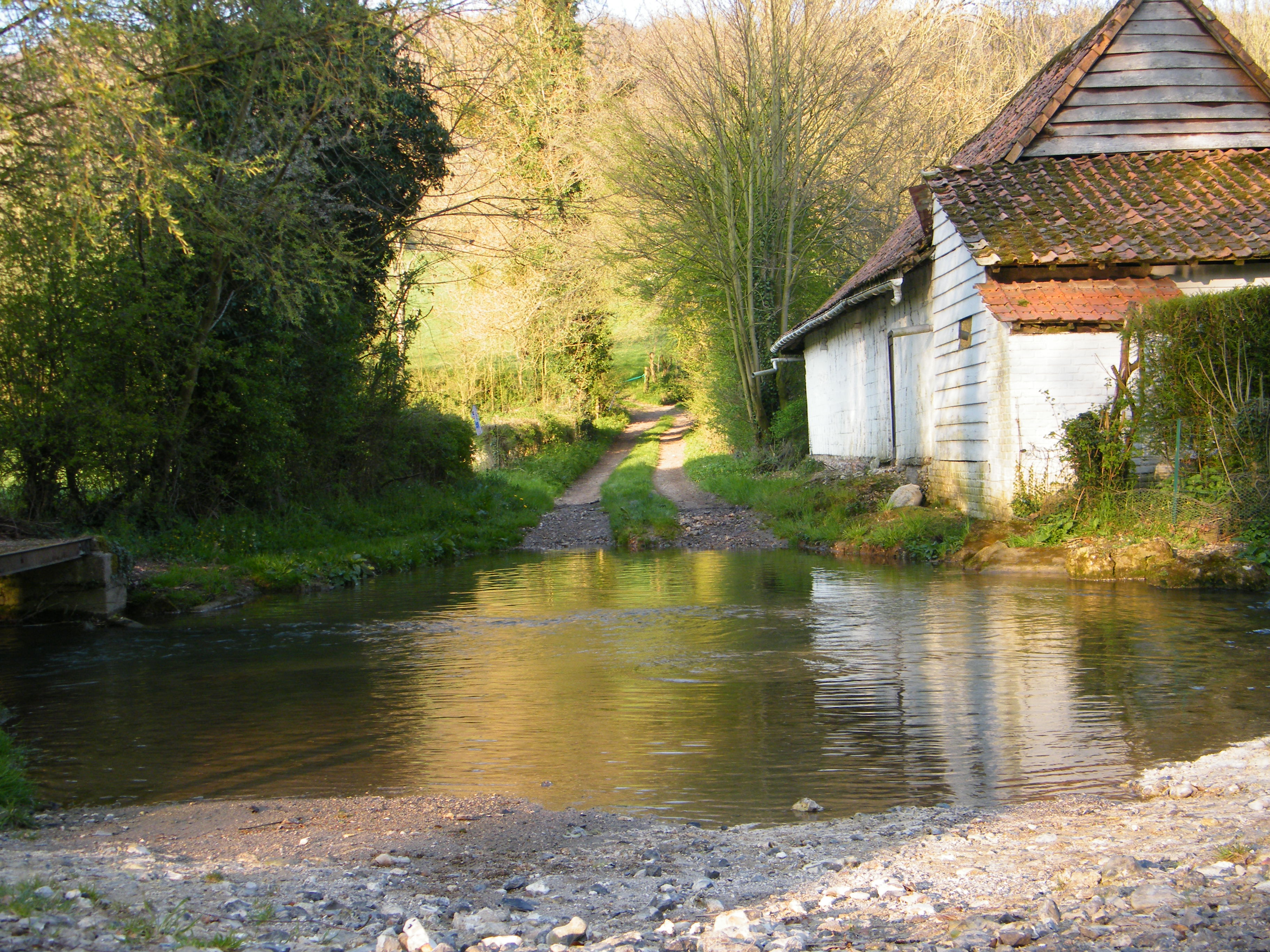
Le gué carrossable sur la Course.
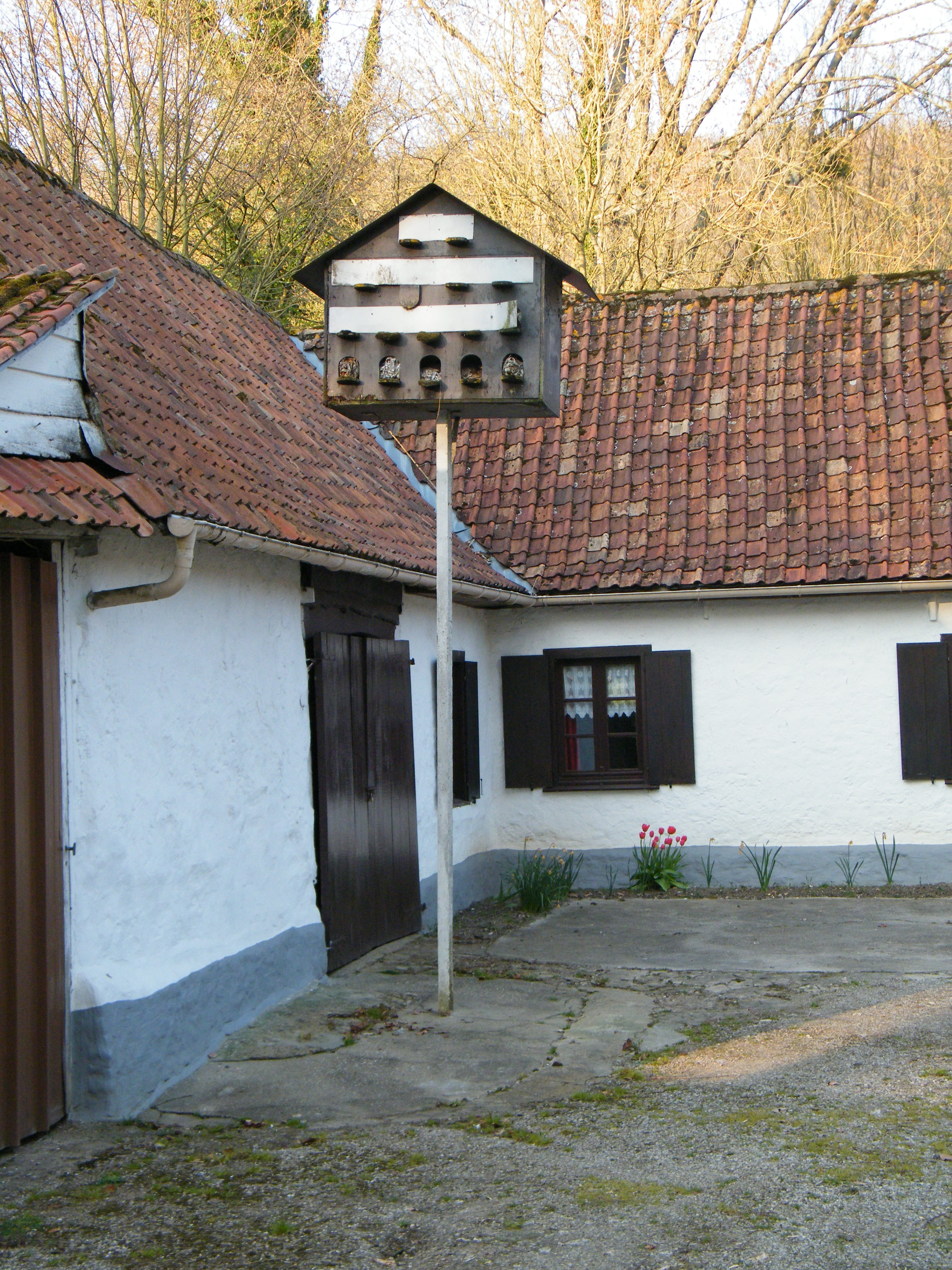
Le pigeonnier sur pilotis.

### Personnalités liées à la commune
- Jacques-Alexandre-Antoine-François de Courteville d'Hodicq (1726-1802), né à Hodicq (hameau de Parenty), militaire de carrière, député de la noblesse du bailliage de Montreuil-sur-mer aux États généraux de 1789.

### Héraldique
| Blason de Parenty | Blason  | D'azur au chevron d'or accompagné de trois besants du même.                      |
| Blason de Parenty | Détails | Armes de la famille de Parenty. Le statut officiel du blason reste à déterminer. |

## Pour approfondir

#### Bases de données, dictionnaires et encyclopédies
- Ressources relatives à la géographie :   - Insee (communes)
  - Ldh/EHESS/Cassini
- Ressource relative à plusieurs domaines :   - Annuaire du service public français
- Notices d'autorité :   - BnF (données)